# Lionychus
Lionychus is een geslacht van kevers uit de familie van de loopkevers (Carabidae). De wetenschappelijke naam van het geslacht is voor het eerst geldig gepubliceerd in 1846 door Wissmann.

## Soorten
Het geslacht Lionychus is monotypisch en omvat slechts de volgende soort:
- Lionedya mongolica (Motschulsky, 1850)